# Virgile (film)
Pour les articles homonymes, voir Virgile (homonymie).
Pour plus de détails, voir Fiche technique et Distribution.
Virgile est un film français réalisé par Carlo Rim et sorti en 1953.

## Synopsis
François Virgile fait partie d'une famille poursuivie par la vengeance du pharaon Sesostris, en raison du vol d'un scarabée d'or, commis par son arrière grand-père, dans le tombeau du pharaon. Le scarabée d'or était un porte bonheur, mais il fut volé à l'arrière-grand-père, à Waterloo, par un Anglais.
François Virgile, le descendant poursuivi par la malchance, échoue dans les différents emplois auxquels il s'essaie. Sur la recommandation d'un ami, il réussit à entrer dans un journal où il fait la connaissance de Jackie, une charmante secrétaire, dont il tombe amoureux. Tout irait bien, si Esposito, l'un de ses camarades d'école devenu un dangereux gangster, n'était venu se cacher chez lui. Lisant dans un journal que le scarabée d'or est exposé dans un musée, il va le cambrioler. Muni de ce scarabée porte bonheur, sa vie va changer du tout au tout.

## Fiche technique
- Réalisation : Carlo Rim, assisté de Jean Léon
- Scénario : Jean Lévitte, Carlo Rim
- Musique : Georges Van Parys
- Production : Jules Borkon
- Format : Noir et blanc - 1,37:1 - 35 mm - Son mono
- Genre : Comédie
- Durée : 91 minutes
- Date de sortie: 18 novembre 1953
- Affiche : Roger Rojac (France)

## Distribution
- Robert Lamoureux : François Virgile
- Fernand Sardou : Latripe
- Bordas : la femme à barbe
- Gabriel Gobin : l'agent
- Alain Bouvette : le moniteur
- Germaine Charley : la voisine de Lea
- François Darbon
- Gil Delamare
- Françoise Delbart : Lulu
- Max Desrau : Yves-Marie Trouïdec
- Georges Duncan
- Saturnin Fabre : le Ministre
- Édouard Francomme
- Émile Genevois
- Élisabeth Hardy : la secrétaire
- René Hell : un typo
- Jacques Hilling : le "médecin psychiatre"
- François Joux : Bourbaki
- Geneviève Kervine : Jackie
- Léon Larive
- Albert Michel : Trouillard le typographe
- Robert Rollis : un employé du journal
- Pierre Moncorbier
- Bernard Musson : le prêtre à La Péniche
- Pierre Olaf : Furet
- Georges Paulais
- Françoise Prévost : Mimi la Rouquine
- Albert Remy : Bastien
- Rosy Varte : la grande Léa
- Yves Robert : Esposito